# Atletismo nos Jogos Mundiais Militares de 2011 - 3000 m com obstáculos masculino
A disputa dos 3000 m com obstáculos masculino nos Jogos Mundiais Militares de 2011 foi realizada nos dias 21 e 22 de julho no Estádio Olímpico João Havelange.

## Medalhistas
| Ouro   | UGA Simon Ayeko        |
| Prata  | MAR Hachlaf Abdelkader |
| Bronze | QAT Abubaker Kamal     |

## Semifinais

### Semifinal 1
| Pos. | Atleta                         | Tempo   | Notas                |
| ---- | ------------------------------ | ------- | -------------------- |
| 1    | KEN Abraham Chirchir           | 8:49.67 | Q                    |
| 2    | UGA Simon Ayeko                | 8:49.69 | Q                    |
| 3    | FRA Hassan Oubassour           | 8:52.73 | Q                    |
| 4    | KSA Ali Alamri                 | 8:54.75 | Q                    |
| 5    | BHR Isaac Chelimo              | 8:56.80 | Recorde da temporada |
| 6    | IND Thounaojam Sanjit Luwang   | 9:03.06 |                      |
| 7    | VEN Marvin Blanco              | 9:09.22 |                      |
| 8    | USA Matthew Williams           | 9:10.20 |                      |
| 9    | PAK Muhammad Nawaz             | 9:20.02 |                      |
| 10   | SUI Johannes Morgenthaler      | 9:26.19 |                      |
| 11   | IRI Sohrabi Masoud             | 9:32.11 |                      |
| 12   | COL Duvinson Amezaquita Cortes | 9:33.66 |                      |
| 13   | ECU Santiago Castro            | 9:40.98 |                      |
| —    | ALG Mustapha Ferrane           | DSQ     |                      |

### Semifinal 2
| Pos. | Atleta                 | Tempo   | Notas |
| ---- | ---------------------- | ------- | ----- |
| 1    | MAR Hachlaf Abdelkader | 8:33.10 | Q     |
| 2    | QAT Abubaker Kamal     | 8:33.23 | Q     |
| 3    | KEN Linus Chumba       | 8:34.33 | Q     |
| 4    | POL Hubert Pokrop      | 8:34.44 | Q     |
| 5    | VEN José Pena          | 8:34.90 | q     |
| 6    | IND Jaiveer Singh      | 8:36.36 | q     |
| 7    | IRI Ahmad Faroud       | 8:50.29 | q     |
| 8    | FRA Lahcen Amguil      | 8:50.49 | q     |
| 9    | BHR Tareq Taher        | 8:50.95 |       |
| 10   | USA Justin Lutz        | 9:01.34 |       |
| 11   | LIB Mohamad Ajami      | 9:21.89 |       |
| 12   | ECU Rodrigo Quezada    | 9:54.32 |       |
| —    | BRA Hudson de Souza    | DNF     |       |
| —    | TAN Peter Sulle        | DNS     |       |

## Final
| Pos.              | Atleta                 | Tempo   | Notas |
| ----------------- | ---------------------- | ------- | ----- |
| Medalha de ouro   | UGA Simon Ayeko        | 8:29.39 |       |
| Medalha de prata  | MAR Hachlaf Abdelkader | 8:29.43 |       |
| Medalha de bronze | QAT Abubaker Kamal     | 8:30.71 |       |
| 4                 | KEN Abraham Chirchir   | 8:30.78 |       |
| 5                 | POL Hubert Pokrop      | 8:32.78 |       |
| 6                 | KSA Ali Alamri         | 8:37.02 |       |
| 7                 | IND Jaiveer Singh      | 8:44.75 |       |
| 8                 | VEN José Pena          | 8:47.18 |       |
| 9                 | FRA Lahcen Amguil      | 8:48.86 |       |
| 10                | IRI Ahmad Faroud       | 8:50.56 |       |
| —                 | FRA Hassan Oubassour   | DNF     |       |
| —                 | KEN Linus Chumba       | DSQ     |       |

Legenda
| Recorde mundial      | Recorde mundial (World record)               |                       | Recorde africano                      | Recorde africano (African) |                                           | Q | Classificado por posição (Qualified) |
| Recorde militar      | Recorde dos Jogos Mundiais Militares         | Recorde da América    | Recorde da América (Americas)         | q                          | Classificado por melhor tempo (Qualified) |   |                                      |
| Melhor marca do ano  | Melhor marca do ano (World leading)          | Recorde asiático      | Recorde asiático (Asian)              | DNS                        | Não largou (Did not start)                |   |                                      |
| Recorde nacional     | Recorde nacional (National record)           | Recorde europeu       | Recorde europeu (European)            | DNF                        | Não terminou (Did not finish)             |   |                                      |
| Recorde pessoal      | Recorde pessoal do atleta (Personal best)    | Recorde da Oceania    | Recorde da Oceania (Oceania)          | DSQ / DQ                   | Desclassificado (Disqualified)            |   |                                      |
| Recorde da temporada | Recorde da temporada do atleta (Season best) | Recorde sul-americano | Recorde sul-americano (South America) | NM                         | Sem marca (No mark)                       |   |                                      |